# Église Saint-Pierre de Saint-Pierre-des-Nids
Pour les articles homonymes, voir Église Saint-Pierre.
L'église Saint-Pierre est une église catholique située à Saint-Pierre-des-Nids, dans le département français de la Mayenne. Cette église au style néo-gothique a vu sa première pierre posée le 6 juillet 1880 et a été consacrée en 1883. Elle remplace une ancienne église qui datait du Moyen Âge et qui était jugée trop petite lors des messes.

## Localisation
L'église est située dans le bourg de Saint-Pierre-des-Nids, place de la Poôtée, en bordure de la route départementale 121.

## Histoire
La première pierre est posée le 6 juillet 1880 et l'église est consacrée le 22 avril 1883. Elle est construite par les architectes Rodier et Boret. Il y a eu depuis plusieurs modifications comme l'ajout de peintures au niveau du chœur.[réf. nécessaire]

## Architecture et extérieurs
L'église est de style néo-gothique (XIXe siècle) 

## Intérieur
Le chœur est entouré par un déambulatoire. Des peintures murales posées en 1933 par Jean-Baptiste David, curé de la paroisse, représentent la vie de saint Pierre.
Les vitraux ont été exécutés par le maître verrier Van-Guy de Tours en 1988 et 1989. Ils représentent les Douze Apôtres, Judas étant remplacé par saint Paul, les apparitions de la Salette, de Pontmain et de Lourdes, ainsi que les saints patrons des curés de l’église.